# バーナード・パーゲル
バーナード・エフレイム・ジュリアス・パーゲル（Bernard Ephraim Julius Pagel 、1930年1月4日 – 2007年7月14日）は、イギリスの天体物理学者である。恒星や銀河の元素の存在比の測定や理論で知られる。

## 経歴
ユダヤ系の医師で､医学史家のヴァルター・パーゲルの息子としてベルリンに生まれた。祖父は有名な医師ユリウス・パーゲルである。1933年にナチスによるユダヤ人排斥の動きを逃れるために、家族と共にイギリスに移った。ロンドンのMerchant Taylors' Schoolを卒業後、ケンブリッジ大学のシドニー・サセクス・カレッジで物理学を学び、1955年に博士号を得た。
1956年にグリニッジ天文台に入所し、1990年まで働いた。1990年から北欧理論物理学研究所に移り1998年まで働いた。1967年からサセックス大学の客員助教授となり、後に客員教授となった。また、1990年に王立天文学会ゴールドメダルを受賞した。1992年王立協会フェロー選出。イースト・サセックスで死去。

## 著書
- Nucleosynthesis and Chemical Evolution of Galaxies. Cambridge University Press, Cambridge 1997, ISBN 0521550610